# Loni Winkel
Loni Winkel (* 31. Juli 1945; † 25. Oktober 2006) war eine deutsche Fußballspielerin.

## Karriere
Winkel gehörte der SSG 09 Bergisch Gladbach an, für die von 1976 bis 1983 als Mittelfeldspielerin aktiv gewesen ist. Während ihrer Vereinszugehörigkeit gewann sie sechsmal die Deutsche Meisterschaft und zweimal den DFB-Pokal, einschließlich den bei der Premiere am 2. Mai 1981 in Stuttgart beim 5:0-Sieg über den TuS Wörrstadt errungenen.

## Erfolge
- Deutscher Meister 1977, 1979, 1980, 1981, 1982, 1983
- DFB-Pokal-Sieger 1981, 1982